# Stazione meteorologica di Linosa
La stazione meteorologica di Linosa è la stazione meteorologica di riferimento relativa all'isola di Linosa.

## Medie climatiche ufficiali

### Dati climatologici 1981-1995
In base alla media di riferimento (1981-1995), la temperatura media del mese più freddo, gennaio, si attesta a +14,8 °C; quella del mese più caldo, agosto, è di +28,1 °C.

| Linosa (1981-1995)  | Mesi | Mesi | Mesi | Mesi | Mesi | Mesi | Mesi | Mesi | Mesi | Mesi | Mesi | Mesi | Stagioni | Stagioni | Stagioni | Stagioni | Anno  |
| Linosa (1981-1995)  | Gen  | Feb  | Mar  | Apr  | Mag  | Giu  | Lug  | Ago  | Set  | Ott  | Nov  | Dic  | Inv      | Pri      | Est      | Aut      | Anno  |
| ------------------- | ---- | ---- | ---- | ---- | ---- | ---- | ---- | ---- | ---- | ---- | ---- | ---- | -------- | -------- | -------- | -------- | ----- |
| T. max. media (°C)  | 17,8 | 18,2 | 18,7 | 20,6 | 23,3 | 26,7 | 30,2 | 31,5 | 30,4 | 26,5 | 20,7 | 19,0 | 18,3     | 20,9     | 29,5     | 25,9     | 23,6  |
| T. min. media (°C)  | 11,7 | 11,6 | 12,4 | 13,8 | 16,3 | 19,8 | 23,3 | 24,6 | 23,2 | 20,4 | 16,6 | 13,1 | 12,1     | 14,2     | 22,6     | 20,1     | 17,2  |
| Precipitazioni (mm) | 73,3 | 25,7 | 16,8 | 17,6 | 8,5  | 1,6  | 0,6  | 0,2  | 35,5 | 62,3 | 85,7 | 83,0 | 182,0    | 42,9     | 2,4      | 183,5    | 410,8 |

## Valori estremi

### Temperature estreme mensili dal 1981 ad oggi
Nella tabella sottostante sono riportate le temperature massime e minime assolute mensili, stagionali ed annuali dal 1981 ad oggi, con il relativo anno in cui si queste si sono registrate. La massima assoluta del periodo esaminato di +38,0 °C risale al luglio 1987, mentre la minima assoluta di +4,8 °C è del dicembre 2014.
| Linosa (1981-2023)    | Mesi        | Mesi                    | Mesi        | Mesi        | Mesi        | Mesi        | Mesi        | Mesi        | Mesi        | Mesi               | Mesi               | Mesi        | Stagioni | Stagioni | Stagioni | Stagioni | Anno |
| Linosa (1981-2023)    | Gen         | Feb                     | Mar         | Apr         | Mag         | Giu         | Lug         | Ago         | Set         | Ott                | Nov                | Dic         | Inv      | Pri      | Est      | Aut      | Anno |
| --------------------- | ----------- | ----------------------- | ----------- | ----------- | ----------- | ----------- | ----------- | ----------- | ----------- | ------------------ | ------------------ | ----------- | -------- | -------- | -------- | -------- | ---- |
| T. max. assoluta (°C) | 27,2 (1983) | 23,1 (1990)             | 26,0 (1983) | 29,0 (1985) | 29,3 (1990) | 34,4 (1988) | 38,0 (1987) | 37,0 (1987) | 35,0 (1990) | 33,7 (1991)        | 30,6 (1987 e 1990) | 26,6 (1989) | 27,2     | 29,3     | 38,0     | 35,0     | 38,0 |
| T. min. assoluta (°C) | 5,8 (2019)  | 6,0 (1984, 1986 e 1999) | 6,0 (1987)  | 8,0 (1987)  | 12,0 (1987) | 15,0 (1984) | 19,4 (2013) | 20,0 (1984) | 16,6 (2004) | 13,0 (1986 e 2007) | 10,0 (1988)        | 4,8 (2014)  | 4,8      | 6,0      | 15,0     | 10,0     | 4,8  |